# Loghino
Il loghino è una costruzione edilizia rurale tipica della bassa mantovana, normalmente costituita da un corpo di fabbrica complesso comprendente abitazione, fienile e stalla.
Il loghino costituisce un'unità abitativa e produttiva autonoma, fornendo alloggio alla famiglia che lo possiede, ricovero al bestiame ed alle attrezzature agricole.
Elemento costruttivo caratteristico del loghino è il mattone in cotto, spesso a vista.
Nella parete dei fienili i mattoni sono disposti in modo tale da lasciare spazi liberi idonei al passaggio dell'aria al fine di favorire l'essiccazione del fieno. Tale struttura è anche nota come gelosia.